# Événements du Guébié
 (novembre 2024).
En 1970, dans le Guébié, un canton situé à l'ouest de la Côte d'Ivoire, près de la ville de Gagnoa, une révolte, en réponse à l'interdiction d'un nouveau parti politique, le PANA (Parti National Africain), a été sévèrement réprimée et aurait fait environ 4 000 morts (chiffre sujet à polémique....).
Le 26 octobre 1970, un étudiant de l'ethnie Dida, Kragbé Gnagbé, créateur de ce nouveau parti, avec quelques centaines de paysans, va occuper Gagnoa, capitale régionale, et proclamer une République d’Éburnie. 
Ceci fut un épisode unique dans l'histoire de la jeune république de Côte d'Ivoire. En effet, après des études à Dakar, puis en France où il est influencé par le socialisme et le panafricanisme, le jeune économiste Kragbé Gnangbé revient en Côte d'Ivoire où il tente sans succès de monter un parti révolutionnaire, panafricaniste, socialiste et national, le PANA (Parti Nationaliste Africain), qui est rapidement interdit par le jeune gouvernement ivoirien, tenu d'une main de fer par Félix Houphouët-Boigny. D'abord considéré comme farfelu par les autorités, le mouvement social-nationaliste soulève au contraire l’intérêt de jeunes Ivoiriens dans tout le pays, provoquant l'inquiétude du régime. Traqué par la police, Gnagbé réagit à Gagnoa, où il est soutenu par plusieurs centaines de partisans, avant de proclamer une éphémère "république d'Eburnie". Le gouvernement ivoirien de l'époque réagira quant à lui avec une grande fermeté contre cette tentative, quelque peu utopique, d'insurrection démocratique et populiste et il est mortellement blessé dans les affrontements qui suivront. Malgré les aspects idéologiques et populistes de l'initiative de Gnagbé, cet épisode aide surtout à comprendre le sentiment d'isolement depuis longtemps ressenti dans l'ouest du pays.
Vers la fin des années 2000, le pays Krou a été fortement touché par la guerre civile en Côte d'Ivoire.